# Flota Aérea Reich
La Flota Aérea Reich (Luft-Flotte Reich) fue una unidad de la Luftwaffe durante la Segunda Guerra Mundial.

## Historia
Fue formada el 5 de febrero de 1944 en Berlín-Wannsee, a partir del Comandante de la Fuerza Aérea Centro.

## Comandantes
- Coronel General Hans-Jürgen Stumpff (5 de febrero de 1944 - 8 de mayo de 1945)

### Jefes de Estado Mayor
- Mayor general Sigismund Freiherr von Falkenstein (5 de febrero de 1944 - 12 de mayo de 1944)
- Mayor general Andreas Nielsen (12 de mayo de 1944 - 8 de mayo de 1945)

## Bases
| 5 de febrero de 1944 - 3 de abril de 1945 | Berlín-Wannsee             |
| 3 de abril de 1945 - 9 de abril de 1945   | Stapelburg/Harz            |
| 9 de abril de 1945 - 8 de mayo de 1945    | Quassel, cerca de Hamburgo |

## Orden de Batalla
Controlando las siguientes unidades durante la guerra
- Comando de la Fuerza Aérea Occidental – (28 de septiembre de 1944 – 1 de abril de 1945)
- IX Cuerpo Aéreo (J) – (septiembre de 1944 – 13 de noviembre de 1944)
- I Cuerpo de Caza – (5 de febrero de 1944 – 26 de enero de 1945)
- 14° División Aérea – (1 de abril de 1945 – 8 de mayo de 1945)
- 15° División Aérea – (1 de abril de 1945 – 8 de mayo de 1945)
- Comando Área de Caza Ruhrgebiet – (1944)
- I Comando Administrativo Aéreo – (5 de febrero de 1944 – 8 de agosto de 1944)
- III Comando Administrativo Aéreo- (5 de febrero de 1944 – 8 de mayo de 1945)
- V Comando Administrativo Aéreo – (septiembre de 1944 – abril de 1945)
- VI Comando Administrativo Aéreo – (5 de febrero de 1944 – febrero de 1945)
- VII Comando Administrativo Aéreo – (5 de febrero de 1944 – marzo de 1945)
- VIII Comando Administrativo Aéreo – (5 de febrero de 1944 – 23 de enero de 1945 y el 1 de marzo de 1945 – 8 de mayo de 1945)
- XI Comando Administrativo Aéreo – (5 de febrero de 1944 – 8 de mayo de 1945)
- XII Comando Administrativo Aéreo – (5 de febrero de 1944 – 1 de abril de 1944)
- XIV Comando Administrativo Aéreo – (septiembre de 1944 – marzo de 1945)
- XVI Comando Administrativo Aéreo – (diciembre de 1944 – enero de 1945)
- XVII Comando Administrativo Aéreo – (5 de febrero de 1944 – 1 de marzo de 1945)
- 30° División Antiaérea – (febrero de 1945 – mayo de 1945)
- 5° Brigada Antiaérea – (octubre de 1944 – febrero de 1945)